# Ra-horakhty
Ra-Horakhty (somalezǎ: Ra-xuur Waaq) este zeul creator(Atum sau Atum-Ra). El este tatăl lui Tutankhamon și soțul lui Nebthet (Nephtys in greaca). În Mitologia Egipteană se spune că atunci când apune soarele înseamna că a murit Ra, iar atunci când răsare Soarele, înseamnă că Ra a renăscut. Ra-Horakhty este o combinație între Horus și Ra. El are un aspect de șoim purtând coroana Atef pe cap. Ra-Horakhty în religia Egipteană Veche era Dumnezeul egiptenilor.